# Manuel Cano García
Manuel Cano García (n. Zaragoza; 11 de marzo de 1926-Barcelona; 14 de abril de 1994) fue un locutor radiofónico, actor de cine y actor de doblaje español.
Comenzó como locutor radiofónico en Radio Zaragoza, en 1947. Años más tarde, en 1951, Cano se mudó a Barcelona, donde comenzaría su faceta artística como actor de doblaje. Tras haber trabajado en RNE y en Radio Barcelona, decidió abandonar la radio en 1965 para así dedicarse de lleno al doblaje de películas, faceta en la que había comenzado en 1952, en los estudios Voz de España S.A. de Barcelona. Su primer papel de envergadura, fue doblando a Stephen Boyd en Ben-Hur. Tras la falta de trabajo de Barcelona y disputas suyas con algunos estudios de la Ciudad Condal, a mediados de los 70, decidió trasladarse a Madrid, donde doblaría hasta 1991, año en el que volvería a Barcelona y donde ya permanecería hasta el final de su carrera, aunque volviendo en alguna ocasión a Madrid para doblar. Su voz tranquila, media y dúctil, de «chico guapo», era la apropiada para doblar a los galanes hollywodienses de los años 60 y 70. Grandes estrellas de renombre internacional como Steve McQueen, Warren Beatty, Maximilian Schell, Anthony Perkins, George Peppard, Yul Brynner, Montgomery Clift, Sidney Poitier, Glenn Ford, Alain Delon, Lex Barker, Alan Bates, Henry Fonda, Stephen Boyd, Michael Caine, Gary Cooper, Tony Curtis, Marcello Mastroianni, Edward Fox, James Garner, Richard Harris, Michael Landon, Franco Nero, Peter O'Toole, Gregory Peck, James Caan o Robert Redford, entre muchos otros, contaron con la voz de Cano en numerosas ocasiones. Dobló a Max von Sydow, quien interpreta el papel principal de Jesús de Nazaret en la película La historia más grande jamás contada del director George Stevens en 1965. También dobló a Jack Nicholson en Chinatown, del director Roman Polanski, Álguien voló sobre el nido del cuco y El honor de los Prizzi. Cano consideraba a Nicholson el mejor actor de todos a los que prestó voz. Está considerado por muchos compañeros como la voz de galán por excelencia. Posiblemente, la voz más bella que ha dado el doblaje.
Cano también se dobló a sí mismo en varias películas españolas en las que intervino como actor secundario.
A finales de los 80 se le diagnosticó un cáncer de laringe, y el 14 de abril de 1994 falleció por dicha enfermedad. Fue incinerado y sus cenizas se esparcieron en el río Ebro.
Uno de sus últimos doblajes importantes y más destacados fue el de James Caan en la película Misery, doblada en Madrid.
Fue conocido entre sus compañeros de profesión como Manolo Cano.